# Comuna Biluhivka, Karlivka
Biluhivka (în ucraineană Білухівка) este o comună în raionul Karlivka, regiunea Poltava, Ucraina, formată din satele Biluhivka (reședința) și Cervonoznameanka.

## Demografie
Componența lingvistică a comunei Biluhivka
     Ucraineană (96,6%)
     Rusă (2,14%)
     Alte limbi (0,68%)
Conform recensământului din 2001, majoritatea populației comunei Biluhivka era vorbitoare de ucraineană (96,6%), existând în minoritate și vorbitori de rusă (2,14%).